# Pulima藝術獎
Pulima藝術獎(英文：Pulima Art Award)2012年由「財團法人原住民族文化事業基金會」(簡稱原文會)創辦，大力推動了原住民當代藝術的發展，為台灣第一個以原住民當代藝術為主體之藝術獎項，且不分作品題材與媒材評選，每兩年舉辦一次，辦理至今已有四屆豐碩的成果，其藝術獎目的在於「獎掖南島民族藝術之原創性，體現台灣原住民族主體精神之創作，並促進台灣原住民族與全球原住民族之合作對話關係。」(原文會，2018)，藉由此藝術獎項能增進原住民藝術家的能見度，也成為一個廣集結藝術風貌的平台。

## Pulima字義
原住民語言裡沒有「藝術」與「藝術家」一詞，「『Pulima 』」為排灣族語『手藝精細之人』，在諸多南島語系中，『Lima』亦有『手』或是數字『5』的意義，『手』象徵著完成理想的途徑，從文明中實踐與反思之具體表現」 。在原住民藝術重建初期，長期實踐原住民文化復振和創新的排灣族創作者──撒古流．巴瓦瓦隆，推廣「Pulima」一詞，其本身家族即是「Pulima」家族，除了替部落打鐵刀、雕刻及蓋石板屋，也肩負部落工藝傳承的重任，以靈活的雙手創造精神與物質文化，也傳達人的溫度。撒古流．巴瓦瓦隆轉譯了詞彙，將從事雕刻、建築、刺繡、編織、舞蹈的人稱作「Pulima」，由自身原住民族所定義和認同的詞彙，也避免落入主流社會觀念判斷，以西方對於藝術的定義來看原住民文化，而有自身對於原住民藝術家的詮釋。原文會將藝術獎取作「Pulima藝術獎」，除了肯認原住民藝術家手藝精湛外，也有用手、用藝術創作來建構自身文化主體性、因應當代之實踐力量的肯定。